# Немачка интервенција у шпанском грађанском рату
Немачка интервенција у шпанском грађанском рату почела је већ крајем јула 1936 (друге недеље рата) и трајала је све до пада Републике,

## Позадина
Након фашистичке побуне 17. јула и почетка грађанског рата у Шпанији, до краја јула око пола територије Шпаније било је у рукама побуњеника. Побуњеници су успели да заузму градове Бургос, Сарагосу, Памплону, Ваљадолид и Севиљу. Држали су део Андалузије, Галисију, провинције Леон, Стару Кастиљу и Навару, западни део Арагона, са градовима Уеском, Сарагосом и Теруелом. Побуњеници су имали излаз на море једино у Кадизу, на југу, и у Ла Коруњи и Вигу, на северу, а на Медитерану нису имали ни једну луку. Републиканса територија обухватала је медитеранску обалу Шпаније, од Пиринеја до јужно од Малаге, затим део Арагона, Мурсију, највећи део Андалузије, Баскију, Сантандер и Астурију, највећи део Ла Манче и Нове Кастиље, и део Екстремадуре. Главни прелази преко француске границе, Ирун (на Атлантику) и Порт-Боу (на Медитерану), били су у почетку рата у рукама републиканаца, па је једина важнија веза побуњеника са спољним светом ишла преко провинције Бадахос за Португалију.
У Шпанији побуњеницима су у почетку рата пришли гарнизони, јачине дивизија, у Севиљи, Сарагоси, Ваљадолиду, Бургосу и Ла Коруњи, затим 3 артиљеријска пука у Андалузији, поморске базе у у Кадизу и Феролу, гарнизони на Балеарским острвима (осим на Менорци), гарнизон на Канарским острвима и читава војска у шпанском Мароку. Поред ових трупа, побуњеницима су припадале фалангистичке центурије и карлистичке (монархистичке) добровољачке јединице из Наваре, које су се још од 1934. увежбавале као паравојне формације. Придружили су им се аеродроми у Севиљи, Леону и Логроњу. Највећи део флоте прешао је 21. јула на страну Републике. На страни побуњеника остао је само бојни брод Еспања, крстарице Балеарес и Канариас и једна подморница. На свим осталим бродовима и пловним јединицама флоте морнари и подофицири ликвидирали су побуну официра и преузели команду.

## Страна интервенција
Након заузимања шпанског Марока и северозападних области Шпаније, за побуњенике је било најважније да што хитније пребаце у Шпанију трупе из Марока. Пошто је већина поморских снага остала верна легалној влади, побуњеници нису били у стању да пребацивање изведу сопственим снагама, већ је оно изведено непосредним учешћем немачких и италијанских поморских и ваздухопловних снага. Тиме је почела и непосредна страна војна интервенција у шпанском грађанском рату. Између 3. и 5. августа пребачено је бродовима из Сеуте у Алхесирас и Тарифу преко 20.000 људи. Сем тога, немачким авионима пребачено је из Марока у Севиљу још око 6.000 људи. Побуњеничке снаге на југу Шпаније стављене су под команду генерала Франка (генерал Санхурхо, главни вођа побуњеника, погинуо је 19. јула у авионском удесу кад се пребацивао из Португалије у Шпанију). Командант побуњеничких снага на северу земље био је генерал Мола: он је окупио све војне и фалангистичке снаге из Арагона, Наваре, Старе Кастиље, Леона и Галисије.
Већ крајем јула побуњеници су добили прве авионе из Немачке и Италије: убрзо потом у Немачкој је за помоћ побуњеницима почело формирање ваздухоловне групе назване Легија Кондор, а у Италији Легионарске авијације. Пребазирање првих јединица ових група у Мароко почело је у августу 1936. У провинцији Цасерес организовани су центри војне авијације, у којима су претежно били ловци Хајнкел 52, Арадо 68, Фијат Ц.Р. 32, бомбардери Јункерс 52 и Савоја Марчети С. 81. Побуњеници су тада примили и већи број тенкова, а почеле су да стижу и прве италијанске и немачке копнене војне јединице.